# Triglicérido

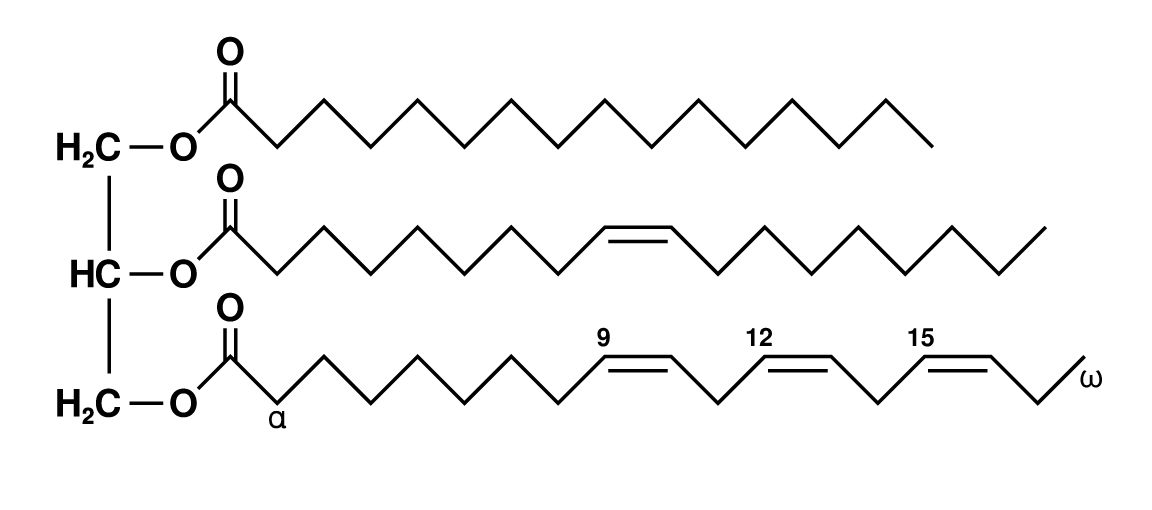
Ejemplo de un triglicérido graso insaturado (C_{55} H_{98}O_{6}). Parte izquierda: glicerol; parte derecha, de arriba abajo: ácido palmítico, ácido oleico, ácido alfa-linolénico.

Un triglicérido (TG), triacilglicerol, triacilglicerina o triacilglicérido (TAG) es un éster derivado de glicerol y tres ácidos grasos —de tri- y glicérido—. Los  triglicéridos son los principales constituyentes de la grasa corporal en los seres humanos y otros animales, así como la grasa vegetal. También están presentes en la sangre para permitir la transferencia bidireccional de grasa adiposa y glucosa en sangre desde el hígado, y son un componente importante de los aceites de la piel humana (sebo).
Hay muchos tipos diferentes de triglicéridos, con la división principal entre los tipos saturados y no saturados. Las grasas saturadas están «saturadas» con hidrógeno: todos los lugares disponibles donde los átomos de hidrógeno podrían unirse a los átomos de carbono están ocupados. Estos tienen un punto de fusión más alto y es más probable que sean sólidos a temperatura ambiente. Las grasas insaturadas tienen dobles enlaces entre algunos de los átomos de carbono, lo que reduce la cantidad de lugares donde los átomos de hidrógeno pueden unirse a los átomos de carbono. Estos tienen un punto de fusión más bajo y es más probable que sean líquidos a temperatura ambiente.

## Estructura química
Los triglicéridos son químicamente tri ésteres de ácidos grasos y glicerol. Los triglicéridos se forman combinando glicerol con tres moléculas de ácidos grasos. Los alcoholes tienen un grupo hidroxilo (HO–). Los ácidos orgánicos tienen un grupo carboxilo (-COOH). Los alcoholes y ácidos orgánicos se unen para formar ésteres. La molécula de glicerol tiene tres grupos hidroxilo (HO–). Cada ácido graso tiene un grupo carboxilo (–COOH). En los triglicéridos, los grupos hidroxilo del glicerol se unen a los grupos carboxilo del ácido graso para formar enlaces éster: 
{\displaystyle {\ce {HOCH2CH (OH) CH2OH + RCO2H + R^{'}CO2H + R^{''}CO2H -> RCO2CH2CH(O2CR^{'}) CH2CO2 R^{''}\ + 3H2O}}}
Los tres ácidos grasos ({\displaystyle {\ce {RCO2H}}}, {\displaystyle {\ce {R^{'}CO2H}}}, {\displaystyle {\ce {R^{''}CO2H}}} ) son generalmente diferentes, pero se conocen muchos tipos de triglicéridos. Las longitudes de cadena de los ácidos grasos en los triglicéridos naturales varían, pero la mayoría contiene 16, 18 o 20 átomos de carbono. Los ácidos grasos naturales que se encuentran en las plantas y los animales están compuestos típicamente de solo un número par de átomos de carbono, lo que refleja la vía para su biosíntesis a partir del acetil CoA de los bloques de construcción de dos carbonos. Las bacterias, sin embargo, poseen la capacidad de sintetizar ácidos grasos de cadenas impares y ramificadas. Como resultado, la grasa animal de rumiantes contiene ácidos grasos de números impares, como 15, debido a la acción de las bacterias en el rumen. Muchos ácidos grasos son insaturados, algunos son poliinsaturados (por ejemplo, los derivados del ácido linoleico).
La mayoría de las grasas naturales contienen una mezcla compleja de triglicéridos individuales. Debido a esto, se funden en un amplio rango de temperaturas.  La manteca de cacao es inusual porque está compuesta de solo unos pocos triglicéridos, derivados de los ácidos palmítico, oleico y esteárico en las posiciones 1, 2 y 3 del glicerol, respectivamente.

### Homotriglicéridos
Los triglicéridos más simples son aquellos en los que los tres ácidos grasos son idénticos. Sus nombres indican el ácido graso: estearina derivada del ácido esteárico, palmitina derivada del ácido palmítico, etc. Estos compuestos se pueden obtener en tres formas cristalinas (polimorfos): α, β y β ', las tres formas que difieren en sus puntos de fusión.

### Quiralidad
Si la primera y la tercera cadena R y R "son diferentes, entonces el átomo de carbono central es un centro quiral y, como resultado, el triglicérido es quiral.

### Nomenclatura de los triacilglicéridos

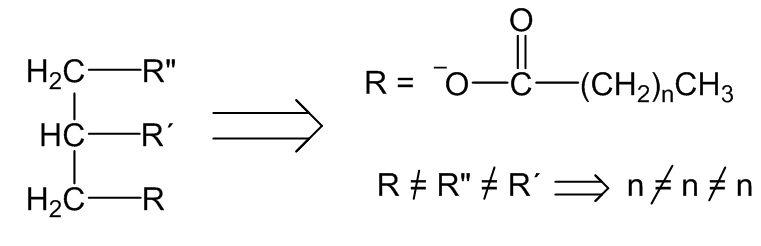
Estructura condensada de un triglicérido.

En el caso de que los ácidos grasos sean iguales se denominan con el prefijo tri-, el nombre del ácido graso y el sufijo -ina. Ejemplo:
- Trioleína: glicerol esterificado con 3 ácidos grasos de ácido oleico.
- Tripalmitina: glicerol esterificado con 3 ácidos grasos de ácido palmítico.
- Triestearina: glicerol esterificado con 3 ácidos grasos de ácido esteárico.
- Trimiristina: glicerol esterificado con 3 ácidos grasos de ácido mirístico.
- Trirricinoleína: glicerol esterificado con 3 ácidos grasos de ácido ricinoleico.

Cuando alguno de los ácidos grasos es distinto, es un triacilglicérido mixto, se nombran igual que los monoacilglicéridos y diacilglicéridos, numerando los ácidos grasos con el localizador correspondiente y terminando en glicerol. Ejemplo: 1-estearoil-2-oleil-3-palmitoil-sn-glicerol (glicerol esterificado en posición 1 por un ácido esteárico, en posición 2 por un ácido oleico y en posición 3 por un ácido palmítico).

## Metabolismo
La lipasa pancreática actúa en el enlace éster, hidrolizando el enlace y «liberando» el ácido graso. En la forma de triglicéridos, los lípidos no pueden ser absorbidos por el duodeno. Los ácidos grasos, los monoglicéridos (un glicerol, un ácido graso) y algunos diglicéridos son absorbidos por el duodeno, una vez que los triglicéridos se han degradado. 
En el intestino, luego de la secreción de lipasas y bilis, los triglicéridos se dividen en monoacilglicerol y ácidos grasos libres en un proceso llamado lipólisis. Posteriormente, se trasladan a células de enterocitos absorbentes que recubren los intestinos. Los triglicéridos se reconstruyen en los enterocitos a partir de sus fragmentos y se empaquetan junto con el colesterol y las proteínas para formar quilomicrones. Estos se excretan de las células y se recogen en el sistema linfático y se transportan a los grandes vasos cercanos al corazón antes de mezclarse con la sangre. Varios tejidos pueden capturar los quilomicrones, liberando los triglicéridos para ser utilizados como fuente de energía. Las células hepáticas pueden sintetizar y almacenar triglicéridos. Cuando el cuerpo necesita ácidos grasos como fuente de energía, la hormona glucagón estimula la descomposición de los triglicéridos por la lipasa sensible a hormonas, liberando ácidos grasos libres. Como el cerebro no puede utilizar los ácidos grasos como fuente de energía (a menos que se convierta en una cetona), el componente de glicerol de los triglicéridos se puede convertir en glucosa a través de la gluconeogénesis mediante la conversión en dihidroxiacetona fosfato y luego en gliceraldehído 3 fosfato, para que el cerebro lo utilice como combustible luego de su descomposición. Las células de grasa también se pueden descomponer por esa razón si las necesidades del cerebro superan las del cuerpo. 
Los triglicéridos no pueden pasar a través de las membranas celulares libremente. Las enzimas especiales en las paredes de los vasos sanguíneos llamadas lipoproteínas lipasas deben descomponer los triglicéridos en ácidos grasos libres y glicerol. Los ácidos grasos pueden ser absorbidos por las células a través del transportador de ácidos grasos (FAT). 
Los triglicéridos, como componentes principales de las lipoproteínas de muy baja densidad (VLDL) y los quilomicrones, desempeñan un papel importante en el metabolismo como fuentes de energía y transportadores de grasas en la dieta.  Contienen más del doble de energía (aproximadamente 9 kcal/g o 38 kJ/g) como carbohidratos (aproximadamente 4 kcal/g o 17 kJ/g).

### Biosíntesis de los triglicéridos
La síntesis de triglicéridos tiene lugar en el retículo endoplásmico de casi todas las células del organismo, pero es en el hígado, en particular en sus células parenquimatosas, los hepatocitos, y en el tejido adiposo (adipocitos) donde este proceso es más activo y de mayor relevancia metabólica. En el hígado, la síntesis de triglicéridos está normalmente conectada a la secreción de lipoproteínas de muy baja densidad (VLDL, su acrónimo en inglés) y no se considera un sitio de almacenamiento fisiológico de lípidos. Por tanto, toda acumulación de triglicéridos en este órgano es patológica, y se denomina indistintamente esteatosis hepática o hígado graso. Por el contrario, el tejido adiposo tiene por principal función la acumulación de energía en forma de triglicéridos. Sin embargo, la acumulación patológica de triglicéridos en el tejido adiposo (obesidad) se asocia, aparentemente de forma causal, con una serie de anormalidades endocrino-metabólicas, cuyas causas son actualmente motivo de intensa investigación, dado el impacto de ellas en la mortalidad global de la población contemporánea. Una mínima cantidad de triglicéridos son normalmente almacenados en el músculo esquelético y cardíaco, aunque solamente para consumo local.
La biosíntesis de triglicéridos comprende varias reacciones:
- Activación de los ácidos grasos. Los ácidos grasos son «activados» (convertidos en acil-CoA grasos) por conversión en sus ésteres con la coenzima A según la reacción:

- Ensamblaje de triglicéridos. La síntesis de triglicéridos propiamente tal, consiste en la acilación sucesiva del esqueleto de glicerol-3-fosfato en sus tres átomos de carbono. La primera acilación, en el carbono 1 (sn1), es catalizada por la enzima glicerol-fosfato-acil-transferasa (GPAT, por su acrónimo inglés) y da como resultado la formación de ácido lisofosfatídico. La segunda acilación (sn2) es catalizada por la enzima acil-glicerol-fosfato-acil transferasa (AGPAT), generándose ácido fosfatídico. Una etapa previa a la formación de diacilglicerol, el precursor directo de los triglicéridos, es la defosforilación del ácido fosfatídico. Esta reacción es catalizada por una familia de enzimas parcialmente caracterizadas, las fosfatasas del ácido fosfatídico (PPAPs, su acrónimo inglés), de las cuales las más estudiadas es la familia de las lipinas. Finalmente, la acilación en posición sn3 del diacilglicerol es catalizada por la enzima diacilglicerol-acil-transferasa (DGAT). Tanto el ácido fosfatídico como el diacilglicerol son, además, precursores de otros importantes glicerolípidos: fosfatdilinositol, fosfatidilglicerol y cardiolipina, en el caso del ácido fosfatídico; y fosfatidilcolina, fosfatidilserina y fosfatidiletanolamina, en el caso del diacilglicerol.

De manera muy relevante, mutaciones en el gen codificante para la enzima AGPAT isoforma 2 (AGPAT2), la principal isoforma de AGPAT expresada en el tejido adiposo e hígado, causan formas congénitas de lipodistrofia (ausencia de tejido adiposo) generalizada en seres humanos. Esto, más evidencia derivada de cultivos celulares y animales de experimentación, indica que existe una relación estrecha entre la biogénesis del tejido adiposo y la síntesis de triglicéridos. Los mecanismos causales de la lipodistrofia asociada a mutaciones de AGPAT2 están aún en investigación.

## Papel en la enfermedad
En el cuerpo humano, los niveles altos de triglicéridos en el torrente sanguíneo se han relacionado con la aterosclerosis y, por extensión, el riesgo de enfermedad cardíaca y accidente cerebrovascular.  Sin embargo, el impacto negativo relativo de los niveles elevados de triglicéridos en comparación con el de las relaciones LDL:HDL es aún desconocido. El riesgo puede explicarse en parte por una fuerte relación inversa entre el nivel de triglicéridos y el nivel de colesterol HDL. Pero el riesgo también se debe a los altos niveles de triglicéridos que aumentan la cantidad de partículas pequeñas y densas de LDL.

### Pautas

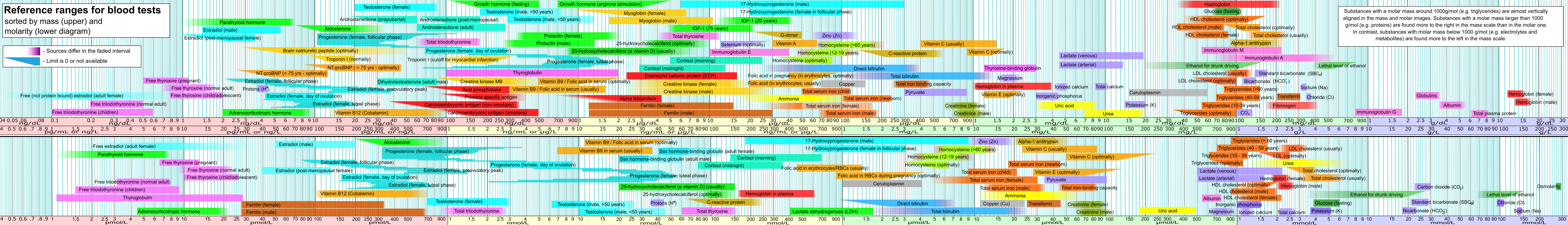
Rangos de referencia para los análisis de sangre, que muestran los rangos habituales para los triglicéridos (que aumentan con la edad) en naranja a la derecha.

El Programa Nacional de Educación sobre el Colesterol ha establecido pautas para los niveles de triglicéridos:
| Nivel          | Nivel      | Interpretación                      |
| ( mg/dL )      | ( mmol/L ) | Interpretación                      |
| -------------- | ---------- | ----------------------------------- |
| < 150          | < 1.70     | Rango normal - riesgo bajo          |
| 150–199        | 1.70–2.25  | Ligeramente por encima de lo normal |
| 200–499        | 2.26–5.65  | Algún riesgo                        |
| 500 o superior | > 5.65     | Muy alto - alto riesgo              |

Estos niveles se prueban después de un ayuno de 8 a 12 horas. Los niveles de triglicéridos permanecen temporalmente más altos durante un período después de comer. 
La American Heart Association recomienda un nivel óptimo de triglicéridos de 100 mg/dL (1.1 mmol/L) o inferior para mejorar la salud del corazón.

### Reducir los niveles de triglicéridos
La pérdida de peso y la modificación de la dieta son tratamientos efectivos de primera línea para la modificación del estilo de vida para la hipertrigliceridemia. Para las personas con niveles leves o moderados de triglicéridos, se recomiendan cambios en el estilo de vida que incluyen pérdida de peso, ejercicio moderado y modificación de la dieta. Esto puede incluir la restricción de carbohidratos (específicamente fructosa) y grasa en la dieta y el consumo de ácidos grasos omega-3 de algas, nueces y semillas. Los medicamentos se recomiendan en aquellos con altos niveles de triglicéridos que no se corrigen con las modificaciones de estilo de vida mencionadas anteriormente, y se recomiendan primero los fibratos. Epanova (ácidos omega-3-carboxílicos) es otro medicamento recetado que se usa para tratar niveles muy altos de triglicéridos en la sangre.
La decisión de tratar la hipertrigliceridemia con medicamentos depende de los niveles y de la presencia de otros factores de riesgo para la enfermedad cardiovascular.  Los niveles muy altos que aumentarían el riesgo de pancreatitis se tratan con un medicamento de la clase de fibrato. La niacina y los ácidos grasos omega-3, así como los medicamentos de la clase de las estatinas, se pueden usar en conjunto, siendo las estatinas el medicamento principal para la hipertrigliceridemia moderada cuando se requiere una reducción del riesgo cardiovascular.

## Usos industriales
El aceite de linaza y los aceites relacionados son componentes importantes de productos útiles usados en pinturas al óleo y recubrimientos relacionados. El aceite de linaza es rico en componentes de ácidos grasos di y tri-insaturados, que tienden a endurecerse en presencia de oxígeno.  Este proceso de endurecimiento que produce calor es peculiar de estos llamados aceites secantes. Es causado por un proceso de polimerización que comienza con las moléculas de oxígeno que atacan el esqueleto de carbono. 
Los triglicéridos también se dividen en sus componentes a través de la transesterificación durante la fabricación de biodiésel. Los ésteres de ácidos grasos resultantes pueden usarse como combustible en motores diésel. La glicerina tiene muchos usos, como en la fabricación de alimentos y en la producción de productos farmacéuticos. 

## Tinción
La tinción de ácidos grasos, triglicéridos, lipoproteínas y otros lípidos se realiza mediante el uso de lisocromos (colorantes solubles en grasa). Estos tintes pueden permitir la calificación de cierta grasa de interés al teñir el material de un color específico. Algunos ejemplos: Sudán IV, Oil Red O y Sudan Black B.